# Liptovské Sliače
Liptovské Sliače es un municipio del distrito de Ružomberok en la región de Žilina, Eslovaquia, con una población estimada a final del año 2024 de 3804 habitantes.
Se encuentra ubicado al sur de la región, cerca del curso alto del río Váh (cuenca hidrográfica del Danubio) y de la frontera con la región de Banská Bystrica.

## Demografía
| Año        | 1994 | 2004    | 2014    | 2024    |
| ---------- | ---- | ------- | ------- | ------- |
| Población  | 3808 | 3811    | 3773    | 3804    |
| Diferencia |      | +0,07 % | −0,99 % | +0,82 % |

| Año        | 2023 | 2024    |
| ---------- | ---- | ------- |
| Población  | 3798 | 3804    |
| Diferencia |      | +0,15 % |